# Roland Ekström
Roland Ekström (* 22. Mai 1956 in Stockholm) ist ein schwedisch-schweizerischer Schach- und Backgammonspieler.

## Schach
1972 wurde er in Skellefteå schwedischer Juniorenmeister. 1980 gewann er in Stockholm die schwedische Schnellschachmeisterschaft. Beim Rilton Cup in Stockholm belegte er 1981/82 den zweiten Platz. 1987 gewann er das unregelmäßig ausgetragene Traditionsturnier von Banja Luka, geteilt mit Krunoslav Hulak.
Viermal konnte Ekström die Schweizer Einzelmeisterschaft gewinnen: 1988 in Silvaplana, 1999 in Grächen, 2001 in Scuol und 2008 in Samnaun. 2008 gewann er auch die Schweizer Schnellschachmeisterschaft.
Mit der schwedischen Nationalmannschaft nahm er am Nordic Chess Cup 1975 und der Mannschaftseuropameisterschaft 1989 teil. Nachdem er schon lange in Basel lebte, spielt Ekström seit Juli 1993 für die Schweiz. Mit der Schweizer Nationalmannschaft spielte er bei den Mannschaftseuropameisterschaften 2001, 2007 und 2009 (mit Grossmeister-Norm), bei den Mitropa-Cups 1995, 1997, 2000, 2006, 2009 und 2013, der Mannschaftsweltmeisterschaft 1997 sowie bei den Schacholympiaden 1996, 1998, 2002 und 2010.
Vereinsschach in Schweden spielte er bis zur Saison 1999/2000, und zwar für den SK Rockaden Stockholm. Mit dem SK Rockaden Stockholm gewann er neun Mal die schwedische Mannschaftsmeisterschaft: 1979/80, 1981/82, 1983/84, 1991/92, 1992/93, 1993/94, 1995/96, 1996/97 und 1997/98. Ausserdem nahm er mit Rockaden Stockholm zwischen 1982 und 1998 siebenmal am European Club Cup teil und erreichte 1986 das Halbfinale. Die Schweizer 1. Bundesliga gewann er mehrmals mit dem SV Birsfelden/Beider Basel, und zwar in den Saisons 1999, 2005, 2006, 2006/07 und 2007/08. Anfang der 2000er-Jahre hatte er auch für den SC Lyss-Seeland gespielt. In der Schweizer Nationalliga A spielt er in den Saisons 2000 und 2001 für die SG Riehen, 2003 für Lugano und seitdem erneut für Riehen. Seit 2013 spielt er dort für den Schachclub Réti Zürich, mit dem er 2013 und 2014 Meister wurde. In Deutschland spielt er für den SC Brombach, er war auch schon in französischen Ligen aktiv.
Seit 1982 trägt er den Titel Internationaler Meister.

## Backgammon
Im Backgammon wurde er in den Jahren 1998, 2000 und 2005 Schweizer Meister. Im aktuellen Schweizer Ranking vom 15. April 2009 lag er mit einer Ratingzahl von 1758 auf dem zweiten Platz und in der 7-best-Wertung mit 39,5 Punkten auf dem 39. Platz.

## Poker
Beim Pokern belegte er im Januar 2008 bei einem Winter Fun-Turnier in Nova Gorica den dritten Platz im Limit Hold’em Freezout.